# 5-Hydroxytryptophane
Pour les articles homonymes, voir HTP.
Le 5-HTP (5-hydroxytryptophane) ou oxitriptan est le précurseur immédiat de la sérotonine, résultat de l'hydroxylation du tryptophane. L'étape limitante dans la synthèse de la sérotonine étant cette enzyme d'hydroxylation, la tryptophane hydroxylase, le 5-HTP est fréquemment préféré au tryptophane pour les troubles répondant à une augmentation de l'activité sérotoninergique. Il est en vente libre dans plusieurs pays, souvent comme extrait de la plante Griffonia simplicifolia, et est indiqué pour la dépression majeure, sous le nom de Cincofarm, Levothym, Levotonine, Oxyfan, Telesol, Tript-OH et Triptum,. Plusieurs études randomisées en double aveugle ont fait la preuve de l'efficacité du 5-HTP dans le traitement de la dépression, quoiqu'on ait observé un manque d'études de haute qualité.

## État de la recherche
Le 5-HTP, qui est extrait d'une plante, ne pouvant pas être breveté, il n'existe pas d'incitatifs commerciaux à investir dans des essais cliniques de grande envergure. Il est cependant étudié en synergie avec les ISRS.
Les études cliniques sur l'usage du tryptophane fournissent des indications sur l'efficacité du 5-HTP, mais pas sur les dosages, puisque le premier, contrairement au second, est également utilisé dans la synthèse des protéines.
Le dictionnaire Vidal en ligne, précise qu'en 2012, les autorités de santé européennes (EFSA et la Commission européenne) se sont prononcées sur certaines allégations santé des compléments alimentaires contenant du L-5-hydroxytryptophane (5-HTP). Après examen des données scientifiques, elles ont estimé que ces produits ne peuvent pas prétendre : augmenter les capacités de concentration mentale et réduire l’hyperactivité ; améliorer l’humeur ; aider à contrôler son poids en augmentant la sensation de satiété.
Ces revendications d’effet sont désormais interdites pour les compléments alimentaires contenant du L-5-hydroxytryptophane (5-HTP).